# Fontès
Fontès település Franciaországban, Hérault megyében. Lakosainak száma 1059 fő (2022. január 1.). Fontès Adissan, Aspiran, Cabrières, Caux, Neffiès, Nizas és Péret községekkel határos.

## Népesség
A település népességének változása:
| Lakosok száma | 802  | 750  | 797  | 875  | 961  | 1000 | 1015 | 1045 | 1052 | 1059 |
|               | 1968 | 1982 | 1990 | 2006 | 2013 | 2015 | 2017 | 2019 | 2020 | 2022 |